# Thorikosite
La thorikosite è un minerale.